# Lauka Gusztáv
Lauka Gusztáv (Vitka, – ma: Vásárosnamény része –  1818. július 20. – Nagybecskerek, 1902. augusztus 23.) magyar író, megyei levéltáros, a Petőfi Társaság tagja.

## Pályája

### Életútja az 1848-49-es szabadságharcig
Lauka János és Handly-Timvári Róza fia. Apja uradalmi főmérnök volt a Károlyi grófoknál, vele Erdődre került. Középiskoláit Kassán, Nagykárolyban és Szatmáron, a bölcseletet és jogot Pesten és Máramarosszigeten végezte. 1838-ban a Figyelmezőbe írt névtelenül kritikákat; ugyanabban az évben az árvíztől elöntött Pestről apjához Erdődre menekült. Apja kívánságára a gazdatiszti pályára lépett és 1838. július 1-jétől írnok lett az erdődi uradalom számvevőségi osztályában. E pályához azonban semmi kedvet nem érezvén, elhanyagolta, s az eléje szabott munka helyett verseken és novellákon dolgozott, költői kalandokba keveredett, a csendes Erdőd mezővárost megzavarta s nevetséges, de lényegileg ártatlan és akkoriban nem annyira feltűnő különcködésekkel tette magát nevezetessé. Színpadiasan öltözve, kerek kalappal, sötét köpennyel vállain, vadászkéssel oldalán barangolt a nesztelen utcákon, kóbor ifjakkal viaskodva, paraszt szüzeknek udvarolva, s általában olyan szerenádokat teremtve, melyek pillanatra a legszebb holdvilágos éjszakát is borzasztóvá változtatták. Egy év elteltével Vállajra tiszttartósági, majd Mágocsra (Csongrád megye) juhászati segédnek helyezték át, ahol száz bárányt halálra oltott; midőn emiatt keményebb dorgálást vont magára, beadta lemondását.
Már ekkor annyira megkedvelte Eugène Sue és Victor Hugo romanticizmusát, hogy 1840-ben otthagyta állását és Pestre ment, ahol Kovacsóczy Mihály, a Közlemények szerkesztője magához vette segédszerkesztőnek 9 forint havi fizetéssel. Lauka jól érezte magát az irodalmi központban; mert jóllehet Kovacsóczy az akkori irodalmi ellenzék egyik feje volt, Lauka simulékony egyénisége az akadémiai körök és az Athenaeum íróinak rokonszenvét is megnyerte. Ezen összeköttetés révén 1841-ben akadémiai írnok lett. Ekkor már több lapnak is dolgozott. 1843-ban egy körénekével a Kisfaludy Társaság pályadíját nyerte meg. 1847-ben Pozsonyban az országgyűlési ellenzék egyik jegyzője volt, 1848-ban pedig a honvédelmi bizottmány jegyzője és Kossuth Lajos bizalmas főfutárja. 1848. július 1-jén az utcákon megjelent a Charivari (Dongó), az első magyar vicclap első száma, amely Lauka Gusztáv jóvoltából született meg. Pártatlanok leszünk és igazságosak. Nem lesz előttünk sem egyéni, sem közauctoritás, mely ha nyomorú, hogy nyomorúnak ne nevezzük. Egyetlen kegyeletet fogunk ismerni: az erényét. - írta a lap első számának bevezetőjében. 1849-ben Debrecenben a belügyminisztérium titkára volt, ez év elején egy portyázó csapatnak Szatmár, Ugocsa és Bereg vármegyékben szervezője, végül Riskó Ignác kormánybiztosnak adlatusa.

### Élete a szabadságharc bukása után

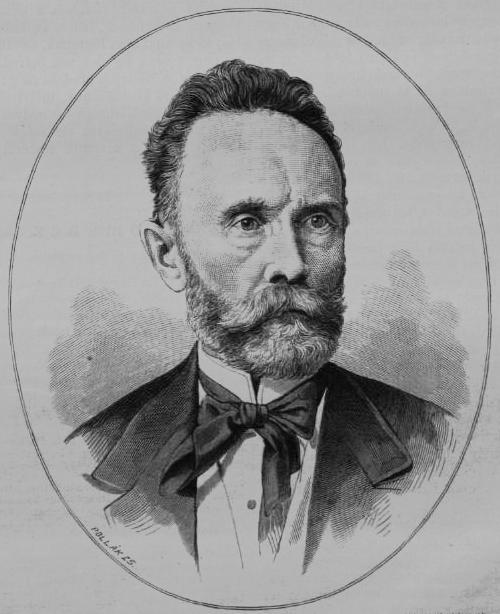
Portréja a Vasárnapi Ujságban

A szabadságharc bukása után egy ideig bujdosott, majd rokona, Kende Zsigmond szatmári megyefőnök maga mellé vette főnöki titkárnak, hogy az üldözések ellen védve legyen. 1851. március 19-én feleségül vette Stockinger Antóniát és szaniszlói magányába vonult. Három évig csak családjának és az irodalomnak élt, azután kénytelen volt újra hivatalt vállalni: 1854-ben fogalmazó lett a közigazgatásnál Szatmárt. 1855-ben Nagyváradra ment az úrbéri törvényszékhez jegyzőnek, ahol 1860-ig maradt. Hivatalnok létére magyar szellemű író maradt és az absolut korszak hivatalnokait nem egyszer kicsúfolta dolgozataiban; hivatalvállalását nem is vették rossz néven, sőt Bihar vármegye az első tisztújítás alkalmával megválasztotta a vármegyei biróság tagjává. 1860-ban  Sennyey Pál báró meghívására ismét Pestre költözött és a helytartótanácsnál nyert alkalmazást, ahol Jakab István mellé osztották be. 1863-ban Pálffy Móric kormánya alatt az állami sajtóosztályt vezette; e minőségben sok kedvezményt nyújtott az üldözött íróknak. Ezalatt folyton írt és szerkesztett. Pálffy eltávoztával kilépett a hivatalból, de az alkotmányos korszak alatt újra sajtóreferens volt 1882. május 1-ig, amikor Hertelendy főispán meghívására Torontál vármegye levéltárnoki állását foglalta el. Ettől kezdve Nagybecskereken élt.
Írói munkásságának 40 éves jubileumát 1879-ben Budapesten az írókör megünnepelte, s ez alkalommal Laukát az írók és művészek társasága arany tollal, Szatmár hölgyei egy értékes ezüst tintatartóval, Szeged városa egy nagy ezüst bográccsal lepte meg, a király pedig a Ferenc József-rendet adományozta neki irodalmi érdemeiért.
1889. november 24-én Torontál vármegye ünnepelte meg 50 éves írói jubileumát, amikor tíz évi szolgálati időt kapott a vármegyétől jutalmul és összesen 2200 forint tiszteletdíjat az ország különböző vármegyéiből; ugyanekkor Torontál- és Bereg vármegyék tiszteletbeli főjegyzővé választották. 1893 tavaszán elvesztette nejét; ebben az évben Rómát is meglátogatta.
1899. december 12-én Nagybecskereken megünnepelték írói munkásságának hatvanadik évfordulóját. Irodalmi viszonyainkhoz érdekes adalék, hogy Lauka 1839-től 1895-ig, mialatt ingyen soha nem dolgozott, munkadíjban 89 000 forintot kapott.
A Petőfi Társaságnak megalakulása (1876) óta tiszteletbeli tagja volt. Versei és versfordításai novellái, humoreszkjei, visszaemlékezései, cikkei a legkülönbözőbb lapokban, folyóiratokban és évkönyvekben jelentek meg.

## Munkái

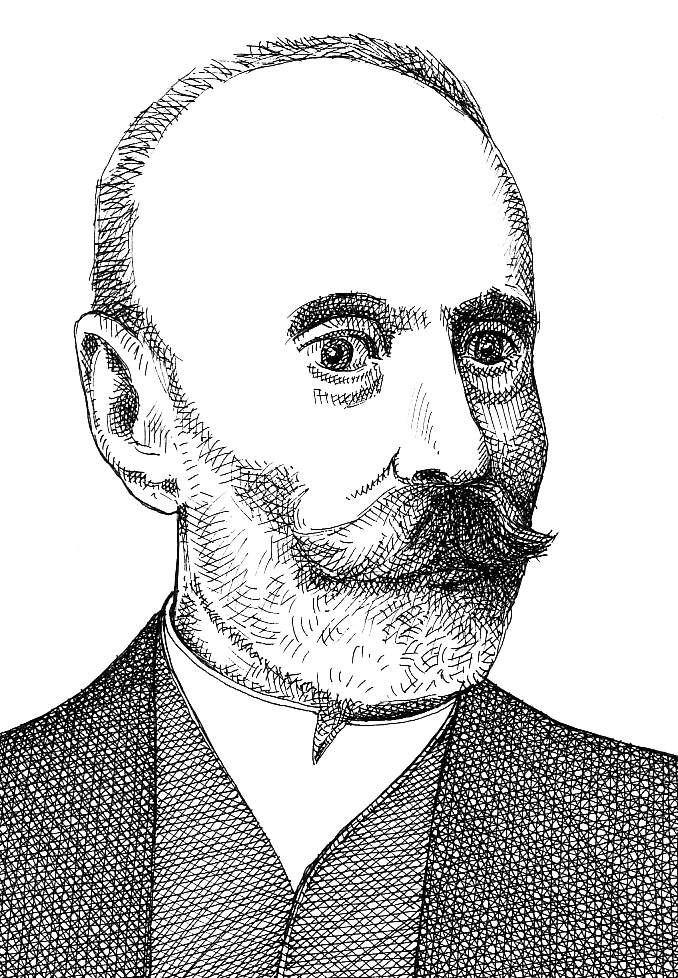
Lauka Gusztáv. (Muhi Sándor grafikája)

- Juhászat. Juhászatgyakorlók közhasznára. Pest, 1843.
- Versek 1841–1845. Nagy-Károly, 1846.
- Carricaturák. Pest, 1847. I. füzet.
- Martialiák. Pozsony, 1847.
- A XIX. század elvei. Pest, 1848. (Elkoboztatott).
- Dongó. Uo. (Elkoboztatott).
- Comoedia és Tragoedia. Uo. 1851.
- Prolog, az Erzsébet bölcsőde-egylet javára rendezett színdarab adásakor. Nagyvárad, 1856.
- A vidék. Társaséleti szín- és árnyrajzok. Uo. 1856. Két kötet.
- Megtörténtek és megtörténhetők. Uo. 1858. Két kötet. (2. kiadás. Uo. 1861.) (Első kötet Második kötet)
- Szellemi szikrák. Nevezetesebb emberek köz- és magánéletbeni elmés rögtönzései és élczes mondatai. Pest, 1862.
- A régi jó világ. Beszélygyűjtemény. Uo. 1863.
- Költemények. Uo. 1864. Két kötet, arczk. (Ismert. Pester Lloyd 65. sz.) (Érzelmes és humoros versei közül ismertebbek: Meghalt az ifjú lány virágvasárnapon, Butter Flórián.)
- A vérpad titkai. Emlékiratai a hét nemzedéken keresztül Párisban hóhéroskodott Sanson családnak. Ford. Erdőd. Uo. 1863–1868. Hat kötet.
- A mit a nők legjobban szeretnek. Uo. 1864. (Költemények).
- Münchhausen. Versekben. Uo. 1865.
- Ujabb novellák. Bpest, 1874. (Ism. Figyelő).
- A múltról a jelennek. Emlékjegyzetek. Uo. 1879. (Petőfi-társaság Könyvtára 26–28. Ism. Havi Szemle, M. Állam 1888. 107., 121. sz.)
- Az eltévedt csók. Esztergom, 1881. (Mulattató Zsebkönyvtár 2.)
- Egy agglegény viszontagságai. Herczeg Ugrikovics Mirkó. Uo. 1881. (Mulattató Zsebkönyvtár 5.)
- A gondtalanok. Víg beszélyek. Bpest, 1882.
- Nagy-Becskerek az alig múltban és jelenben. Nagy-Becskerek, 1886.
- A szívvilág titkaiból. Regény 3 részben. Bpest, 1888.
- Basahidi és családja. Regény 3 részben. Bpest, 1888. Két kiadásban. Ism. Irod. Értesítő 3. sz.)
- Az Amaczyak és Bubelinyiek. Regény. Nagybecskerek, 1888.
- Románcz. Melodráma, zenéje Horváth Ákostól. Zombor, 1890.
- A bölcső titkai. Regény két részben. Bpest, 1891. (Kiadta a Képes Családi Lapok).
- Pásztortűz és lidérczfény. Regény. Budapest, 1894.
- Annyi küzdelem után. Regény. Uo. (1899.)